# Kontinentální armáda

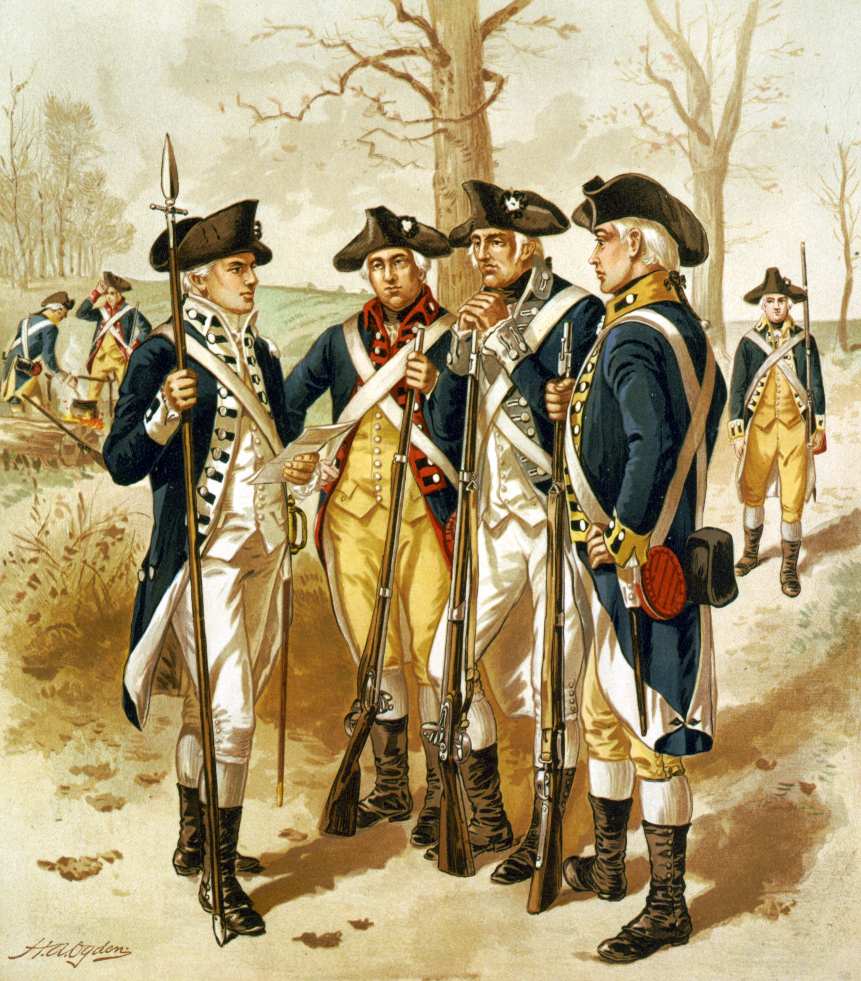
H. A. Ogden: Pěchota Kontinentální armády

Kontinentální armáda (anglicky Continental Army) bylo vojsko zřízené rozhodnutím Druhého kontinentálního kongresu 14. června 1775 po vypuknutí Americké války za nezávislost, která se v rámci Americké revoluce rozhořela ve třinácti britských koloniích, z nichž posléze vzniklo původních třináct zakládajících států USA. Úkolem této armády bylo sjednotit vojenské snahy třinácti kolonií v jejich posléze úspěšném boji za nezávislost. Jejími zdroji byly jednotky domobrany (milice) a dobrovolníků, jež zůstávaly pod kontrolou jednotlivých států nebo byly jinak nezávislé. Vrchním velitelem byl po celou dobu války generál George Washington.
Kontinentální armáda byla z větší části rozpuštěna po uzavření mírové smlouvy s Británií v roce 1783 v Paříži, která formálně ukončila válku za nezávislost. 1. a 2. regiment Kontinentální armády se pak roku 1792 staly základem Legie Spojených států, které velel generál Anthony Wayne a z níž se v roce 1796 vyvinula budoucí Armáda Spojených států amerických.

## Vznik
Kontinentální armádu tvořili vojáci ze všech 13 kolonií (po roce 1776 13 států). Když 19. dubna 1775 začala bitvou u Lexingtonu a Concordu americká válka za nezávislost, neměly koloniální revoluční síly žádnou armádu. Každá kolonie se předtím spoléhala na svoji domobranu tvořenou občany s částečným vojenským úvazkem, kteří zajišťovali obranu jejího území. V krizových obdobích, jakým byla například Francouzsko-indiánská válka z let 1754–1763, byly svolávány dočasné „provinční regimenty“. Jak během předválečných let vzrůstalo napětí s Královstvím Velké Británie, začali osadníci v rámci příprav na případný ozbrojený konflikt svoje milice reformovat. Po vydání takzvaných Nepřijatelných zákonů (Intolerable Acts) v roce 1774 jako reakce na Bostonské pití čaje se zlepšil i výcvik příslušníků domobrany. Někteří osadníci, jako byl Richard Henry Lee, navrhovali vytvoření celonárodní domobrany, ale První kontinentální kongres jejich návrh zamítl.
Massachusettský provinční kongres schválil 23. dubna 1775 založení koloniální armády tvořené 26 regimenty. Toto rozhodnutí záhy následovaly i provincie New Hampshire, Rhode Island a Connecticut, avšak s poněkud menšími vojenskými celky. Druhý kontinentální kongres se 14. června 1775 rozhodl pokračovat ve stejném duchu a zřídil pro potřeby společné obrany Kontinentální armádu. Využil přitom již existující vojenská uskupení, která se nacházela v oblasti Bostonu (22 000 mužů) a New Yorku (5000 mužů). Sestavil rovněž prvních 10 kontinentálních kompanií jednoročních dobrovolníků, ostrostřelců z Pensylvánie, Marylandu, Delaware a Virginie, jež měly být použity jako lehká pěchota a z nichž byl roku 1776 vytvořen 1. kontinentální regiment. Kongres také 15. června 1775 jednomyslně zvolil generála George Washingtona vrchním velitelem těchto sil, což George Washington přijal a po celou dobu války tuto funkci vykonával zcela bezplatně kromě proplácení nezbytných výdajů.  Vrchní velitel měl k ruce 4 generálmajory: Artemase Warda, Charlese Leeho, Philipa Schuylera a Israela Putnama a 8 brigádních generálů: Setha Pomeroye, Richarda Montgomeryho, Davida Woostera, Williama Heathe, Josepha Spencera, Johna Thomase, Johna Sullivana a Nathanaela Greena. Jak na sebe Kontinentální kongres přebíral stále víc povinností zákonodárného sboru suverénního státu, stávala se úloha Kontinentální armády předmětem značných debat. Na jedné straně měli někteří Američané obecnou nechuť k udržování stálé armády, na druhé nároky války proti Britům vyžadovaly kázeň a organizaci moderního vojska. Výsledkem bylo několik různých fází, jimiž armáda prošla a které charakterizovalo oficiální rušení a reorganizace jednotek.
Obecně řečeno tvořilo kontinentální armádu několik různých vojenských uskupení, jež na sebe navazovaly: 
- Kontinentální armáda z roku 1775, tvořila ji původní novoanglická armáda, kterou George Washington zorganizoval do tří divizí, šesti brigád a 38 regimentů. 10 newyorských regimentů pod velením generálmajora Philipa Schuylera bylo vysláno, aby napadly kanadskou část Britské Severní Ameriky.
- Kontinentální armáda z roku 1776, reorganizovaná poté, co vypršely dobrovolné závazky prvních vojáků z roku 1775. Washington předložil Kontinentálnímu kongresu svá doporučení téměř okamžitě poté, co přijal jmenování vrchním velitelem, ale kongresu nějaký čas trvalo, než je posoudil a realizoval. Navzdory snaze rozšířit náborovou základnu za hranice Nové Anglie, zůstala armáda z roku 1776 zaměřená na severovýchod, a to jak co se týká jejího složení, tak geografického zaměření. Tuto armádu tvořilo 36 regimentů, z nichž většinu tvořil jeden standardizovaný prapor čítající 768 mužů rozdělených do osmi rot.
- Kontinentální armáda z let 1777–1780 se vyvinula po několika povážlivých reformách a politických rozhodnutích, k nimž došlo, když začalo být zřejmé, že Britové posílají značné síly, aby učinily přítrž americké revoluci. Kontinentální kongres schválil „Rozhodnutí o 88 praporech“, jímž se každému státu nařizovalo přispět jednopraporovými regimenty úměrně počtu jejich obyvatel. George Washington následně obdržel oprávnění sestavit dalších 16 praporů. Ve snaze vyhnout se krizovým situacím na konci roku, jež omezovaly akceschopnost vojska (včetně odstrašující situace, kdy se koncem roku 1776 téměř zhroutila celá armáda, což mohlo náhle ukončit válku totální kontinentální či americkou prohrou), byla délka dobrovolné služby prodloužena na tři roky anebo „po dobu trvání války“.
- Kontinentální armáda z let 1781–82 zažila největší krizi na americké straně války. Kongres byl v platební neschopnosti, takže bylo velmi nesnadné doplnit stavy vojska po odchodu těch, kterým vypršela tříletá dobrovolná služba. Podpora války mezi obyvatelstvem dosáhla historicky nejnižší úrovně a George Washington byl nucen potlačit vzpoury v pensylvánském a newjerseyském kontingentu. Kongres odhlasoval snížení výdajů na armádu, Washingtonovi se však přesto podařilo dosáhnout významných strategických vítězství.
- Kontinentální armádu z let 1783–84 nahradila posléze Armáda Spojených států amerických, která funguje dodnes. Po uzavření míru s Brity byla většina regimentů rozpuštěna, dalším byly omezeny početní stavy.

## Vojáci

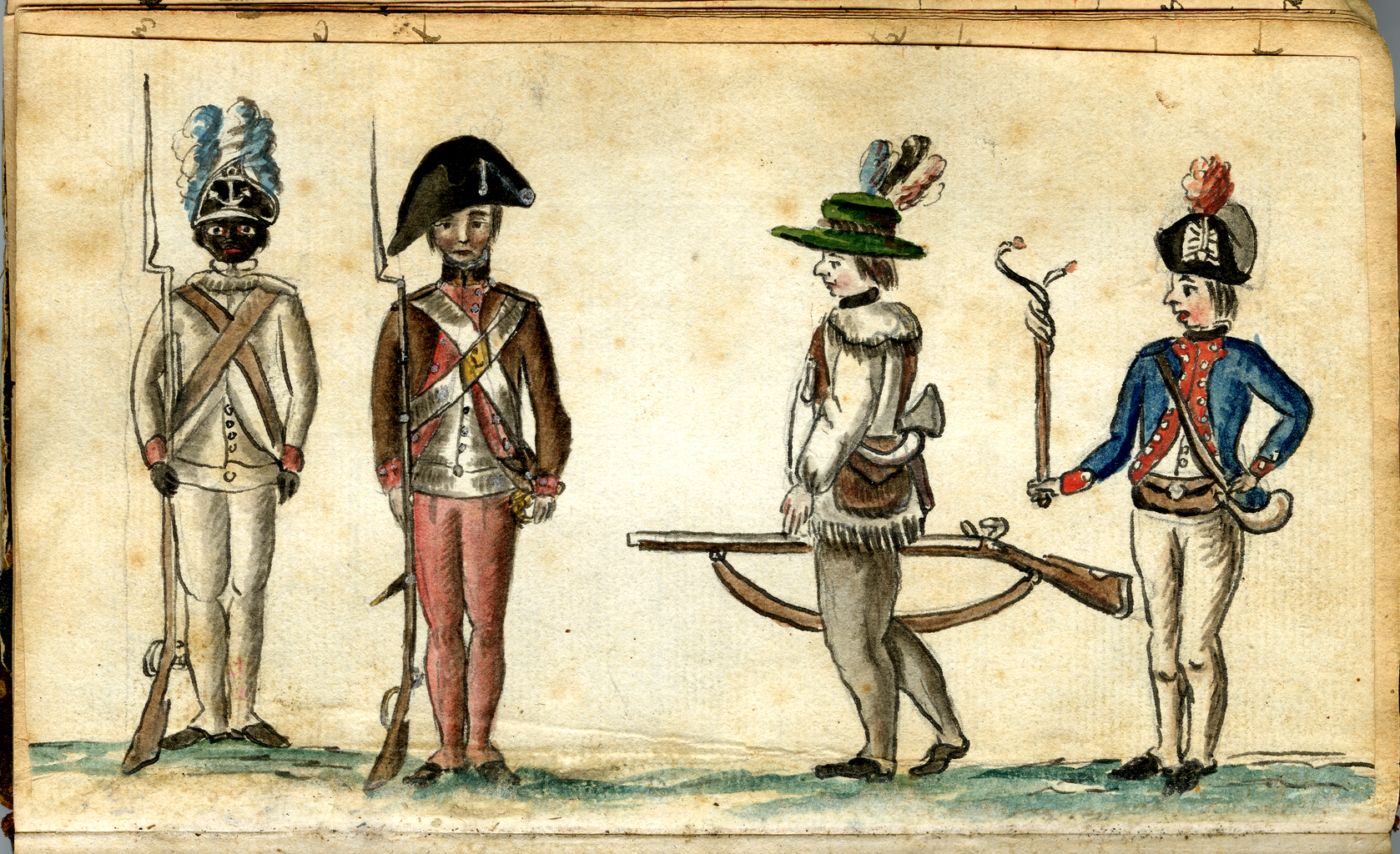
Kresba amerických vojáků z bitvy u Yorktownu v roce 1781. Zcela vlevo je afroamerický pěšák z 1. rhodeislandského regimentu

Vojáci Kontinentální armády byli dobrovolníci. Standardní délka dobrovolné služby činila jeden až tři roky. V počátcích války byly dobrovolné závazky krátké, neboť Druhý kontinentální kongres se obával možnosti, že by se Kontinentální armáda mohla přeměnit ve stálou pravidelnou armádu. Kontinentální armáda nikdy nečítala víc než 17 000 mužů. Neustálým problémem byla obměna mužstva, zejména v zimě na přelomu let 1776–1777. Proto došlo k zavedení tříleté dobrovolné služby.
Důstojníci Kontinentální armády i provinčních (státních) milicí (domobrany) byli typicky menší farmáři se smyslem pro čest a prestiž, odhodlaní bránit se proti politice Britské koruny.  Řadoví dobrovolníci se povětšinou rekrutovali z řad pracující třídy a z menšinových národnostních skupin (Irové, Němci, Afroameričané). Ke vstupu do armády je přilákaly zvláštní smluvní podmínky, které jim slibovaly mimořádné odměny, slušný pravidelný příjem, oblečení a zdravotní péči, společnost a přidělení půdy po skončení války. Byli neposlušní a náchylní ke vzpouře, pokud nebyly naplněny podmínky smlouvy. V důsledku platební neschopnosti Kongresu začaly být v období 1780–1781 hrozby vzpoury a skutečná vzbouření vážným problémem. Až čtvrtinu Washingtonovy armády tvořili vojáci irského původu, z nichž někteří se do Ameriky přistěhovali teprve nedávno a potřebovali práci.
Kontinentální armáda byla rasově integrovaná, tedy bez rasové diskriminace, což je stav, jaký v Armádě Spojených států znovu nastal až po vyhlášení Exekutivního nařízení č.  9981 prezidentem Trumanem v červenci 1948. V průběhu revoluce bojovali Afroameričané na obou stranách za příslib svobody za svoje služby. Průměrná délka služby afroamerických vojáků během americké války za nezávislost činila čtyři a půl roku (neboť mnozí z nich sloužili celých 8 let, po něž válka trvala), což bylo osmkrát déle než trvala průměrná služba bílých vojáků. V koloniálních silách sloužilo asi 6600 mužů odlišné barvy pleti (včetně Afroameričanů, domorodců a míšenců), což dělalo asi pětinu příslušníků Kontinentální armády.
Kromě vojáků Kontinentální armády byli v průběhu války povoláváni na krátkodobé úvazky i příslušníci státních milicí, kteří pak bojovali po boku kontinentálů v jednotlivých bitvách. Jednotky domobrany někdy operovaly nezávisle na Kontinentální armádě, ale často fungovaly jako její posila a záloha. Milice si získaly pověst jednotek náchylných k předčasným ústupům. V bitvě u Cowpensu v Jižní Karolíně využil této skutečnosti brigádní generál Daniel Morgan, když na ní založil svoji taktiku k ošálení Britů.

## Operace
Odhaduje se, že v červnu 1775, v době obléhání Bostonu, čítala Kontinentální armáda v Cambridge ve státě Massachusetts asi 14 000–16 000 mužů z Nové Anglie, ačkoli skutečný počet mohl být díky dezercím jen 11 000 vojáků. Do příjezdu George Washingtona zůstávala pod velením Artemase Warda. Britové měli v Bostonu díky čerstvým posilám asi 10 000 mužů. Ovládali a bránili město za pomoci své válečné flotily, ale vzhledem k americké početní převaze se nepokoušeli převzít kontrolu nad Novou Anglií. V listopadu 1775 pověřil generál Washington tehdy 25letého plukovníka Henryho Knoxe, aby z Brity opuštěné pevnosti Ticonderoga ve státě New York přitáhl po sněhu děla a rozmístil je v kopcích kolem Bostonu. Britská situace byla neudržitelná, proto se 17. března z města evakuovali do kanadského Halifaxu. Na 120 lodích tehdy Boston opustilo na 11 000 lidí včetně žen a dětí. George Washington přesunul svoji armádu do New Yorku. Během dalších 5 let proti sobě hlavní síly Kontinentální i britské armády bojovaly na území států New York, New Jersey a Pensylvánie. V rámci těchto bojů se mimo jiné odehrály i známé bitvy o Trenton, o Princeton, u Brandywine, o Germantown a o Morristown.  
Armáda zvýšila svoji úspěšnost prostřednictvím série pokusů a omylů, které často stály značné oběti na životech. George Washington a další uznávaní důstojníci se po celých osm let války snažili zachovávat jednotu, učit se z chyb a zajišťovat kázeň a pořádek. V zimě 1777–1778 se zásluhou pruského generála von Steubena, který v Kontinentální armádě sloužil jako generální inspektor v hodnosti generálmajora, prudce zvýšila kázeň a kvalita výcviku Kontinentální armády na moderní evropskou úroveň. (Bylo to nechvalně proslulé zimní ležení ve Valley Forge v Pensylvánii.) Washington vždy pohlížel na armádu jako na dočasné opatření, a snažil se proto udržet nad ní civilní dohled. Podobný přístup zastával i Druhý kontinentální kongres, ač mezi nimi panovaly menší neshody ohledně otázky jeho praktického uskutečňování. 
Během její existence sužovaly armádu problémy s nedostatečným týlovým zabezpečením, nevyhovujícím výcvikem, krátkými dobrovolnými závazky vojáků, rivalitou mezi jednotlivými státy a neschopností Druhého kontinentálního kongresu přinutit státy k řádným dodávkám jídla, zásob či peněz. Zpočátku se vojáci vedení vlastenectvím zavazovali na rok, ale jak se válka protahovala, začínaly být hlavním lákadlem odměny a jiné pobídky.  
Spolehlivost armádních složek v konečné fázi války oslabovaly větší a menší vzpoury – celkem jich bylo 56.
V roce 1781 sehráli rozhodující roli Francouzi, jejichž expediční sbor pod velením generála hraběte Rochambeaua a eskadra námořnictva, jíž velel kontradmirál hrabě Barras, posílily Washingtonovu armádu. Americký velitel tajně přesunul spojené síly na jih do Virginie, aniž britské velení v New Yorku cokoli tušilo. Tento tah měl za následek zadržení hlavních britských invazních sil na jihu v bitvě u Yorktownu, což bylo jedno z posledních velkých střetnutí války za nezávislost, a následnou kapitulaci britských vojsk, jimž velel lord Cornwallis. Američané a jejich spojenci vyhráli válku v Severní Americe a zajistili si tak nezávislost. Než v roce 1783 vstoupila v platnost mírová smlouva, Britové si zčásti napravili sebevědomí porážkou francouzského loďstva v bitvě u souostroví Les Saintes. 